# ブイル・ノールの戦い
ブイル・ノールの戦いとは、1388年（洪武21年/天元10年）にモンゴル高原東北部のブイル・ノール一帯にて永昌侯藍玉率いる明軍と、ウスハル・ハーン（天元帝トグス・テムル）率いるモンゴル軍の間で行われた戦闘。明軍の奇襲を受けたモンゴル軍は大敗を喫し、ウスハル・ハーン直属の軍隊の大部分は明軍の捕虜となった。更に、敗走したウスハル・ハーンはその途上でアリク・ブケ家のイェスデルによって殺されてしまい、モンゴル高原は未曾有の大混乱に陥ることとなった。
ブイル・ノールの戦いを含むこの戦役全体を、洪武二十一年の役もしくは洪武帝（明太祖）の第六次北伐とも呼称する。

## 背景
洪武元年（1368年）、皇帝に即位して明朝を建国した朱元璋は連年モンゴルに対して出兵を続け、北方に領土を拡大した。しかし、洪武5年（1372年）に北元政権を滅亡させるべく派遣された遠征軍は嶺北の戦いでビリクト・ハーン（昭宗アユルシリダラ）、ココ・テムルら率いるモンゴル軍に大敗してしまった。この敗北によって武力によってモンゴル勢力を打倒することは容易でないと覚った洪武帝は方針を変更し、使者の派遣などによってモンゴルの有力者を投降させる方策をとった。
このような政策はビリクト・ハーンが健在な内は成果が現れなかったが、洪武11年（1378年）にウスハル・ハーンが新たに即位すると、ダイル・ブカなど明に投降する者が増えてきた。このようなモンゴル人の明への投降の中でも最も規模が大きく、モンゴル高原の情勢を一変せしめたのが遼東の国王ナガチュの投降であった。ナガチュはモンゴル帝国建国の功臣ムカリの末裔で、20万の軍勢を有する大勢力であったが、飢饉の発生などにより洪武20年（1387年）やむなく明朝に降ることになった。
ナガチュの投降はモンゴル側にとって衝撃であり、明に降るのを拒んだナガチュ勢力の残党を収容するためにウスハル・ハーンはモンゴル高原東方のブイル湖（ブイル・ノール）一帯に駐留した。今こそモンゴルに決定的な打撃を与える好機と見た洪武帝は再び大規模な遠征軍を組織し、モンゴル高原に派遣することを決定した。この遠征に洪武帝が抱いていた期待は大きく、ナガチュの投降を成功させた馮勝を更迭して藍玉を起用した上、遠征軍の諸将に「沙漠[のモンゴル勢力]を粛清するは、この一挙にあり。卿らはこれに励め（粛清沙漠、在此一挙。卿等其勉之）」とまで述べている。

## 戦闘に至るまで
洪武21年（1388年）3月、15万の軍勢を率いて出発した藍玉らは後年永楽帝が用いたようなモンゴル高原中央部を縦断するルートではなくヒンガン山脈沿いに東回りに進むルートを取り、大寧（現在の内モンゴル自治区赤峰市寧城県）を経て慶州に進んだ。そこでウスハル・ハーンがブイル・ノール一帯に駐留していることを知った藍玉らは間道を選び、昼夜兼行で急ぎモンゴル軍の下に到着しようとした。しかしモンゴル高原の自然環境は明軍にとって厳しく、4月9日に遊魂南道という地に駐留した時は水不足に苦しめられた。この時は偶然近くの小山で泉を発見することができ、士卒は「天の助けである」と喜んだという。
しかし明軍はブイル・ノールから40里余りの百眼井という地に至ってもなおモンゴル軍を発見することができず、兵糧にも限界が出てきたため、4月11日に藍玉はやむなく軍を引き返すことを考え始めた。だが、武将の一人定遠侯王弼は「10万余りの軍勢を擁してモンゴル高原に入りながら得る所なく帰れば、如何に陛下に復命できようか」と述べて藍玉を説得し、この言に従って藍玉はモンゴル軍の捕捉を続けることとした。明軍は穴を掘って飯を炊くことで炊事の煙がモンゴル兵に見つからないようにしつつ軍を進め、遂にハルハ河の北曲点でモンゴル軍を発見し戦端が開かれることとなった。

## 戦闘の経過
ブイル・ノールの東北80里、すなわちハルハ河北曲点にモンゴル軍が駐留していることを偵知した藍玉らは軽騎兵を選び、板を銜えさせて音を立てないようにし、モンゴル軍の不意を突いた。ウスハル・ハーンらは明軍が兵站の維持に苦労していることを把握していたため、明軍がモンゴル高原の奥深くまで進軍することはないだろうと油断しており、明軍の攻撃に対する備えを全くしていなかった。それに加え、この時強風によって砂がまいあげられており、明軍の接近を覆い隠してしまっていた。
明軍の奇襲を受けたウスハル・ハーンら首脳陣は北方に逃れようと車馬を整えたが、たちまち明軍が追いついてきた。モンゴル側ではマンジ太尉率いる部隊が殿として残り抗戦したが、衆寡敵せず数千人が殺され、金銀財宝・馬4万余りと5万人余りの捕虜が明軍の手に入った。
ウスハル・ハーンらは本拠地たるモンゴル高原中央部に逃れるためブイル・ノール北岸を西走したが、ここでもヨヨ司徒及び后妃ら4万人余りが明軍の捕虜となり、明軍は馬・駱駝1万5千を手に入れた。その後も明軍の通淵・何福ら率いる部隊はケルレン河まで追撃したが、ウスハル・ハーン及びティポド (天保奴）太子、ネケレイ知院、シレムン丞相ら首脳陣には届かず帰還した。
最終的に明軍はウスハル・ハーンの次男ティボド (地保奴）、故ビリクト・ハーンの妃や公主59人、呉王ドルジら2994人、軍士77037人、宝璽・図書・牌面149、宣勅・照会3390、金印1、銀印3、馬47000匹、駱駝4804頭、牛・羊102994頭、車3000を戦利品として獲得し、残された甲冑などは捕虜としたモンゴル兵たちに焼かせてしまった。
一方、明軍の追撃を振り切ったウスハル・ハーンはカラコルム方面を目指したが、トーラ河に至った所でアリク・ブケ王家のイェスデルの襲撃を受けた。この襲撃によってブイル・ノールの敗戦から逃れてきた残余の軍勢も潰走し、ウスハル・ハーンは僅か16騎とともに逃れてヨウジュ丞相とマルハザ太尉に迎えられた。ウスハル・ハーンは多数の人馬を擁するココ・テムルの下に逃れようとしたが、運悪く大雪に遭い、三日にわたって身動きがとれなかった。トーラ河でウスハル・ハーンを逃してしまったイェスデルは新たにホルフダスン大王とボロト王府官を派遣し、彼等に捕捉されたウスハル・ハーンは弓絃によって縊り殺されてしまった。

## その後の影響
ブイル・ノールの敗戦とウスハル・ハーンの死はモンゴル高原の情勢を一変させてしまった。ウスハル・ハーンを弑逆したイェスデルはジョリクト・ハーンとして即位したが、大義なき弑逆のためモンゴル人の信望を集めることができず、モンゴル高原の住民は大きく分けて3つのグループに分かれていく。
一つめの集団は言うまでも無くイェスデルを擁立した勢力で、『華夷訳語』甲種本によるとオイラト部族を主体とする集団であった。オイラト部族はモンゴル高原西北に遊牧地を持つ遊牧集団であり、同じくモンゴル高原西方に居住していたケレイト部の末裔ケレヌート（後のトルグート）、ナイマン部の末裔チョロース（後のジューンガル等）、バルグト諸部などとともにドルベン・オイラト（4オイラト部族連合）を形成した。ドルベン・オイラトは主にモンゴル高原西方を支配し、後述するドチン・モンゴルとモンゴル高原の覇権を巡って争うようになる。
二つめの集団はカラジャン太師、マルハザ太尉、アルクタイに代表されるウスハル・ハーン直属の部下たちで、彼等は散り散りとなったウスハル・ハーンの旧臣を集め再編成した。ドルベン・オイラトの内部抗争によって建文4年（1402年）にクン・テムル・ハーンが死んだ時、マルハザらはアラシャー地方に住まうオゴデイ家の末裔オルク・テムルを擁立した。オルク・テムル及びマルハザらはモンゴル帝国の正統な後継者を自認したため、モンゴル語史料はこの勢力をドチン・モンゴル（40モンゴル）と呼称する。一方、明朝はこの勢力を韃靼と呼称するが、これはモンゴル帝国＝元朝は既に亡び明朝がその地位を継承したとする立場から「蒙古（モンゴル）」を一方的に呼び代えたものに過ぎない。
三つめの集団は知院ネケレイ、遼王アジャシュリ、粛王グナシリら明朝に降った者達である。ある者はイェスデルに仕えるのを恥じて、ある者は明朝の武威を恐れて投降してきた者達を、明朝は応昌衛・兀良哈三衛・哈密衛といった衛所制度の中に組み込んだ。しかし、これらの集団を明朝が直接統治するようになったわけではなく、名目上は明朝の影響下にありながらも実態としてはウルス（遊牧国家）に他ならなかった。
総じて、ブイル・ノールの戦いは13世紀末から続く大元ウルスの国体が崩壊し、西のオイラトと東のモンゴルという2大勢力がモンゴル高原の覇権を争い、その周囲をモンゴル系羈縻衛所が取り囲むという北元時代の基本形を形作ったモンゴル史上重要な事件であったと言える。